# Municipio de La Independencia
El municipio de La Independencia es un municipio que se ubica al oriente del estado mexicano de Chiapas, su cabecera municipal es la localidad del mismo nombre. El municipio se localiza en los límites del Altiplano Central y de las Montañas del Oriente, siendo montañosa la mitad de su territorio. 
Sus límites son;  al norte y este con el municipio de Las Margaritas, al sur con la República de Guatemala y con el municipio de La Trinitaria y al oeste con el municipio de Comitán de Domínguez.

## Geografía

### Extensión

Municipio de La Independencia en Chiapas

Representa el 13.32 % de la superficie de la región Fronteriza y el 2.25 % de la superficie estatal.

### Geomorfología
Se caracteriza por ser una sucesión de llanuras que se alternan con lomerío y que forman parte del altiplano central, el este está conformado por terrenos accidentados que representan la transición hacia las montañas del oriente.

### Hidrografía
El río Santo Domingo (afluente del Usumacinta), otros cursos de agua son los ríos El Porvenir, Ibiltic,  Latonchic, Matazan y San Juan.

### Clima
Predominante es semicálido subhúmedo con lluvias en verano, la temperatura media anual en la cabecera municipal es 21 °C con una precipitación pluvial de 1000 milímetros anuales.

### Flora
Árboles de cupape, cepillo, camarón, guaje, huizache, nanche, sospo, ciprés, pino, romerillo, sabino, manzanilla y roble.

### Fauna
Culebra ocotera, gavilán golondrino, picamadero ocotero, ardilla voladora, jabalí, puma, venado, zorrillo, boa, falsa nayuca, iguana de ribera , correcaminos y chachalaca.

## Demografía
En el censo de 2020 el municipio de La Independencia contaba con 120 localidades.
| Código INEGI      | Localidad              | Población (2020) |
| ----------------- | ---------------------- | ---------------- |
| 070410083         | Venustiano Carranza    | 5 700            |
| 070410081         | El Triunfo             | 5 660            |
| 070410001         | La Independencia       | 3 620            |
| 070410441         | San Antonio Buenavista | 2 075            |
| 070410022         | Francisco Sarabia      | 1 787            |
| 070410008         | Buenavista             | 1 736            |
| 070410041         | La Patria              | 1 590            |
| 070410047         | Río Blanco             | 1 515            |
| 070410018         | Emiliano Zapata        | 1 338            |
| 070410039         | Ojo de Agua            | 1 164            |
| Otras localidades | Otras localidades      | 20 224           |
| Total municipal   | Total municipal        | 46 409           |